# Chromosoom 18
Chromosoom 18 is een chromosoom in het menselijk lichaam dat ongeveer 78 miljoen basenparen DNA bevat. Het staat voor 2,25 tot 2,5 procent van het totale DNA in cellen.
Op chromosoom 18 zijn 25 genen bekend (anno 2008) die de oorzaak van een ziekte kunnen vormen.

## Te herleiden aandoeningen
Aanleg voor onder meer de volgende aandoeningen is te herleiden tot een fout (een verkeerde structuur of aantal basenparen) op chromosoom 18:
- het 18q-syndroom
- het syndroom van Edwards

1 ·
2 ·
3 ·
4 ·
5 ·
6 ·
7 ·
8 ·
9 ·
10 ·
11 ·
12 ·
13 ·
14 ·
15 ·
16 ·
17 ·
18 ·
19 ·
20 ·
21 ·
22 ·
X ·
Y